# Arvid August Afzelius
Arvid August Afzelius (født 6. maj 1785 på Fjällåkra i Vestergötland, død 25. september 1871 i Enköping) var en svensk præst, folklorist og digter.
Afzelius, der blev student i Uppsala 1803 og præsteviet 1811, levede i Stockholm, dels som lærer, dels som ekstraordinær hofprædikant indtil 1820, da han blev præst i Enköping i Uppland. Her tilbragte han hele resten af sit liv. Kort efter, at Afzelius var kommen til Stockholm, stiftedes Götiska förbundet. Afzelus blev straks indvalgt, og ved sin begejstring for alt, hvad nordisk var, sin rigdom på ideer og sin energi blev han et af forbundets mest fremragende medlemmer. Hans interesser gik i begyndelsen især i oldnordisk retning, og den første frugt heraf blev en oversættelse af Hervara saga (1811), hvilket arbejde bragte ham i forbindelse med Rasmus Nyerup, der atter gjorde ham bekendt med Rasmus Rask.
Således indlededes der et frugtbart samarbejde mellem svenske og danske videnskabsmænd, som fortsattes gennem årene. Da Rask senere å sin store rejse kom til Stockholm, boede han i halvandet år som gæst i Afzelius’ hus; de to venner tilvejebragte da i forening udgaver af begge Eddaerne, og Afzelius fuldendte tillige sin oversættelse af Sæmund den vises Edda, et arbejde, der havde optaget ham i 6 år. Samtidig udførte Afzelius et andet arbejde, der også stod i nær forbindelse med den götiske bevægelse. En stor del af sin barndom havde han tilbragt hos sin farfader, en gammel bonde i Vestergötland, hvor de gamle sagn og sange endnu levede på folkets læber; hans sans for disse blev tidlig vakt, og hans fine øre og ypperlige hukommelse satte ham i stand til at samle et betydeligt forråd af dem.
1814-15 udgav han en samlingTraditioner af svenska folkdanser (142 melodier) og 1814-17 den langt værdifuldere samling Svenska folkvisor från forntiden, udgivet sammen med E.G. Geijer (3 bind). Skønt samlingen bærer både Geijers og Afzelius’ navne som udgivere, skyldes der dog ikke Geijer andet end den smukke og interessante indledning, medens stoffet er samlet af Afzelius, dog med betydelige bidrag fra L.F. Rääf; den musikalske del er bearbejdet af Hæffner.
Skønt udgaven ikke svarer til en senere tids fordringer – Afzelius var ikke fri for at ville pynte på viserne, navnlig ved at give dem et ældre præg – har den utvivlsomt haft en lignende betydning for Sverige som dens forgænger, Abrahamson, Nyerup og Rahbeks samling for Danmark. Fra denne skiller den sig blandt andet ved kun at have optaget viser fra folketraditionen. En ny udgave, betydelig udvidet og med en fyldig kommentar, blev 1880 udgivet af Richard Bergström og Leonard Höijer.
Et værk, som optog Afzelius’ største interesse lige fra 1830, var det ejendommelige Svenska folkets sagohäfder, eller fäderneslandets historia, sådan hon lefvat och till en del ännu lefver i sägner, folksånger och minnesmärken (11 bind, 1839-70), af hvilke navnlig de første dele er blevne meget læste og flere gange optrykte. I 1848 udkom hans Afsked af svenska folksharpan med bidrag till svenska folksångens historia.
Også som original digter er Afzelius optrådt, men kun ét af hans digte er videre kendt, det er Neckens polska Djupt i hafvet på de mantehällen, som til gengæld er kendt og sunget i hele Norden, hvilket dog nok væsentlig skyldes den dejlige melodi, en vestgötisk polska (benyttet i Elverhøj). I 1901 udkom en efterladt selvbiografi af Afzelius, den går dog kun til 1821.